# Халден
Халден (норв. Halden) је значајан град у Норвешкој. Град је у оквиру покрајине Источне Норвешке и припада округу Естфолд, где је четврти град по величини.
Према подацима о броју становника из 2011. године у Халдену је живело око 22 хиљаде становника, док је у ширем градском подручју живело близу 30 хиљада становника.

## Географија
Град Халден се налази у крајње југоисточном делу Норвешке, на самој граници са Шведском, која се налази преко залива, на 2 km ваздушно од града. Од главног града Осла град је удаљен 130 km јужно од града.
Рељеф: Халден се налази на јужној обали Скандинавског полуострва. Град се развио у делти реке Тисте, у невеликој долини уз море. Источно од града се издижу брда. Сходно томе, надморска висина града иде од 0 до 120 м надморске висине.
Клима: Клима у Халдену је умерено континентална са утицајем Атлантика и Голфске струје. Њу одликују благе зиме и хладнија лета.
Воде: Халден се развио као морска лука у делти реке Тисте, која се пар километара западно улива у Северно море, тачније у Идски фјорд.

## Историја
Први трагови насељавања на месту данашњег Халдена јављају се у доба праисторије. Данашње насеље први пут се спомиње 1629. године. Међутим, услед сукоба између данске и шведске круне средином века, који се значајним делом водио на овом подручју, Халден је већ 1665. године добио градска права. Убрзо је изнад града изграђена моћна тврђава Фредрикстен.
Током петогодишње окупације Норвешке (1940—45) од стране Трећег рајха Халден и његово становништво нису значајније страдали.

## Становништво
Данас Халден има око 22 хиљаде становника, док је у ширем градском подручју живи близу 30 хиљада становника. Последњих година број становника у граду се повећава по годишњој стопи од 0,5%.

## Привреда
Привреда Халдена се традиционално заснива на индустрији и поморству. У последњих пар деценија град је много уложио у развој индустрије рачунарске и телекомуникационе опреме, па је Халден данас једно од стецишта развој ИТ сектора у Норвешкој.
Последњих година значај трговине, пословања и услуга је све већи.

## Збирка слика
- тврђава Фредрикстен ноћу
- Црква св. Петра
- Сторгата, главна пешачка улица у Халдену
- Градска кућа Халдена